# حسین‌آباد (ارسنجان)
حسین‌آباد (ارسنجان)، روستایی از توابع بخش مرکزی شهرستان ارسنجان در استان فارس ایران است.

## جمعیت
این روستا در دهستان علی‌آبادملک قرار دارد و براساس سرشماری مرکز آمار ایران در سال ۱۳۸۵، جمعیت آن ۵۱۹ نفر (۱۲۵خانوار) بوده‌است.